# Eleccions legislatives belgues de 1958
Les Eleccions legislatives belgues de 1958 es van celebrar l'1 de juny de 1958 per a renovar els 212 membres de la Cambra de Representants Els socialcristians foren el partit més votat i presidí el govern Gaston Eyskens.

## Resultats a la Cambra de Representants
|                | CVP/Partit Social Cristià              | 2.465.549 |  | 46,50   |  | 104 | +9 |
|                | Parti Socialiste-Socislistische Partij | 1.897.646 |  | 35,79   |  | 84  | -2 |
|                | Liberale Partij-Parti Libéral          | 585.999   |  | 11,05   |  | 21  | -2 |
|                | Volksunie                              | 104.823   |  | 1,98    |  | 1   | =  |
|                | Partit Comunista de Bèlgica            | 100.145   |  | 1,89    |  | 2   | -2 |
|                | Cartell liberal-socialista             | 111.284   |  | 2,1     |  |     |    |
|                | Altres                                 | 36.907    |  | 0,70    |  |     |    |
| Total          | Total                                  |           |  | 100,00% |  | 212 |    |
| Font: Cevipol. |                                        |           |  |         |  |     |    |